# 리베이트
리베이트(rebate)는 판매장려금 제도로 거래에 대한 대가로 지불대급의 일부나 이자등을 지불인 또는 지불처에게 되돌려 지급하는 행위 또는 그 되돌려 지급되는 금품을 말한다.

## 긍정적인 면
단골 고객또는 고객처에 혜택을 주어 지속적으로 좋은 거래관계를 맺기 위한 제도로 볼 수 있다. 판매자는 지속적인 거래인 또는 거래처를 가지게 되어 안정적 판매와 이익을 기대할 수 있고 구매자는 구매가격 등의 혜택을 볼 수 있다.

## 부정적인 면
대형 기관끼리의 거래의 경우 거래를 따내기위해 수요자에 해당되는 기관에 강력한 권한이 있는 인사에게 리베이트를 대가로 주어 최저의 가격, 최고의 만족을 충족하는 구매행위를 행사하여야할 구매자측이 자기관내(內)인사로 인하여 기관내 공동의 손해를 보게 되며, 구매자가 중간 판매업이나 서비스 업이라면 그 구매자에게 구입, 서비스를 받은 다음 구매자는 피해를 볼 수밖에 없게 된다.